# Polyrhachis hauxwelli
Polyrhachis hauxwelli é uma espécie de formiga do gênero Polyrhachis, pertencente à subfamília Formicinae.